# Wülzburg
Wülzburg je historická pevnost vybudovaná v období renesance. Stojí přibližně 2 km od městského centra Weißenburg in Bayern, na dvousetmetrovém kopci nad městem ve výšce 630,5 m n. m.
Původně benediktinský klášter z 11. století byl péčí markraběte Jiřího Fridricha v letech 1588–1605 přestavěn na pevnost. Patří k nejlépe zachovalým renesančním pevnostem v Německu. Administrativně je součástí (Ortsteil) Weißenburgu.

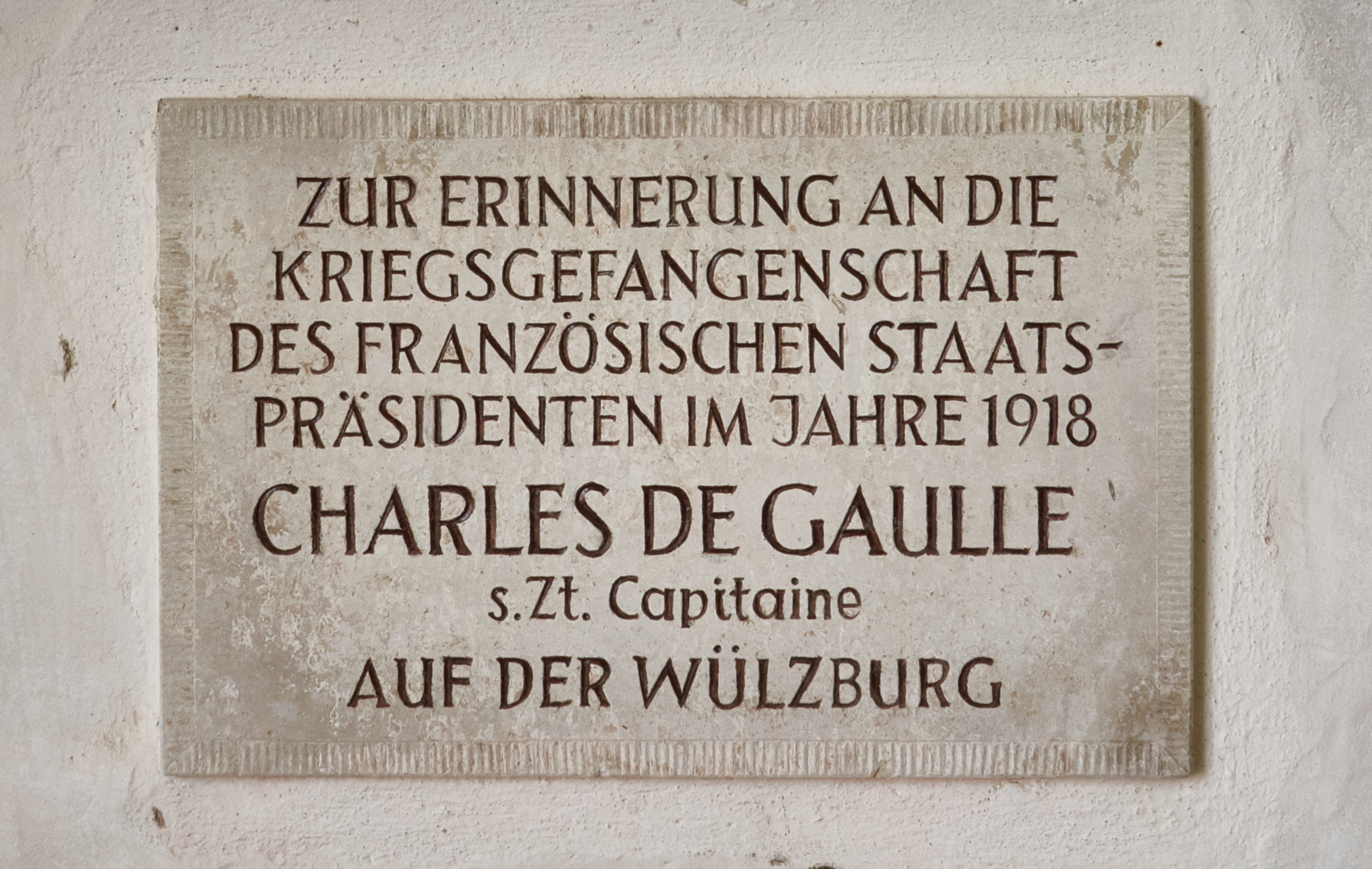
Pamětní deska připomínající internaci Charlese de Gaulla

Bavorská armáda tu v 19. století zřídila posádkové vězení. V době první světové války zde byl vězněn Charles de Gaulle. I nacisté užívali pevnost jako vězení, Ervín Schulhoff tu byl držen rok, než zemřel na tuberkulózu. Po skončení války byl v pevnosti umístěn utečenecký tábor.